# Родерих
Родерих или Родерик на германским језицима, Родриго или Родерико на шпанском и португалском, последњи је визиготски краљ на тлу Хиспаније, који је владао између 710. и 711. године. Погинуо је у бици код Гвадалете која је означила почетак маварских освајања Иберијског полуострва и крај визиготске владавине. У ствари, о Родериху се врло мало зна са сигурношћу, осим да је владао делом Визоготског краљевства у Хиспанији док су другим делом владали његови противници, и да је погинуо у борбама са муслиманским освајачима који су ускоро преплавили и освојили цело полуострво.

## Ступање не престо

### Узурпација
Према Хроници из 754, Родерих је „напао краљевство (regnum) уз подршку сената". Историчари су дуго расправљали око тачног значења ових речи. Општеприхваћено мишељење је да то није био типичан дворски преврат како се то дешавало у ранијим случајима, већ је пре била насилан напад на палату који је врло брзо довео до подела краљевства.
Родерих је вероватно био регионални управитељ (у каснијим, легендарним изворима, даје му се титула дукса Бетике) када је извео преврат. Верује се такође да је Агила који је владао на северу (Родерих је владао на југу Хиспаније) био у ствари Витицин син и наследник, и да је Родерих у ствари њему преотео престо. Сенат са чијом је сагласношћу Родерих извршио преврат је вероватно био састављен од „водећих аристократа и неких бискупа". Учешће црквених лица у побуни није потврђено, неки тврде да да је акт био подржан од стране бискупа, не би био проглашен узурпацијом. Изборно тело које се састојало од привремених и црквених великаша било је примано тело које је одређивало наследнике још од времена Рекареда. Дворски званичници, међутим и даље су имали велики утицај на избор краља у последњим деценијама краљевства, што се може видети и у њиховом учешћу у завери из 711.

### Подела краљевства
Након преврата, краљевство је подељено на две фракције. Југозападне провинције Лузитанија и западна Картагина око престонице Толеда биле су у рукама Родериха, а северисточни део полуострва (Тараконенсис и Нарбонска Галија) у рукама Агиле, о чему сведоче археолошки и нумизматички докази. Дванаест Родерихових новчића који носе наптпис Родерикус (Rvdericvs) исковани су у Толеду који је вероватно био Родерихова престоница, и Егитанији (вероватно данашња Идања а Вељапортугалска парохија. Региони у којима су новчићи били откривени не поклапају се и изгледа веома могуће да су два владара владала у исто време у два различита региона. Не зна се коме су припале провинције Галеција и Бетика. Изгледа да Родерих и Агила никад се нису директно сукобили и то доказује Родерихова забрнутост због арапске инвазије а не због поделе краљевства.
Визиготска листа краљева помиње име Ruderigus као краља који је владао седам година и шестмесеци, док друга дванаставка Хронике визиготских краљева (лат. Chronicon Regum Visigothorum) бележе три године Агилине владавине. За разлику од краљевских листи које немају датуме, Хроника из 754, написана у Толеду, тврди да је Rudericus владао само годину дана. Родерихова владавина обично се смешта у 710. (понекад и 709), чешће у 711. са завршетком у касној 711. или раној 712. години. Ахилина владавинаје почела нешто касније од Родерихове, и завршила се 713.

## Рат са Арапима
Према Хроници из 754, Родерих је одмах по доласку на престо скупио војску која би се супротставила Арапима и Берберима који су харали по југу Иберијског полуострва и уништили многе градове под вођством Тарика ибн Зијада и других муслиманских војсковођа. Док каснији арапски извори тврде да је освајање Иберијског полуострва било један једини догађај који је извршио Муса ибн Нусаир, према Хроници која је временски много ближа самом догађају, Арапи су почели са неорганизованим упадима на полуострво након којих би се повлачили и текс у предузели већи подухват инвазије након Родерихове смрти и колапса визиготског племства. У својој Историји Лангобарда (лат. Historia Langobardorum) Павле Ђакон бележи да су "Сарацени напали целу Хиспанију од Септема (Сеута)".
Родерих је предузео неколико похода против нападача пре него што су га напустили његови људи а он сам погинуо у борби 712.Хроника из 754 тврди да су племићи који су га пратили на последњој експедицији то урадили из „амбиције за краљевством“, како би Родерих погинуо у борби чиме би онимогли да обезбеде престо за једног од њих. Међутим, какве год намере имали, већина њих је такође погинула у бици. Други историчари тврде да је узрок пораза био низак морал међу војницима који је био производ борбе око Родериховог наслеђа. Већина Родерихових војника била је лоше снабдевена, са готово никаквом војном обуком ни припремом, углавном робови. Било је мало слободњака који су се борили на визиготској страни.
Место битке је такође дискутабилно. Вероватно се десила на ушћу реке Гвадалета по којој је и добила име, Битка код Гвадалете. Према Павлу Ђакону, место борбе су неидентификована Трансдуктинска брда.
Према Хроници из 754, Арапи су заузели Толедо 711. где су погубили многе визиготске племиће у самом граду, под изговором да су помогли Егикином сину и Витицином брату, Опи, да побегне. Пошто је овај догађај истинит, према самој Хроници онда је или Родерихов пораз био 711, а не 712, или је освајање Толеда било 712. а не 711. Колинс је одабрао другу могућност. Могуће је да је Опа који је побегао из Толеда и био син претходног визиготског краља, био стварни узрок „фурије“ која је на крају прегазила Хиспанију у рекордном року, према Хроници. Можда су Родерих и Агилини ривали прогласили Опу за краља или пре Родерихове смрти или између његове смрти и арапског заузимања Толеда. Ако је то истина, онда су племићи који су имали „амбицију за краљевством“ вероватно били Опине присталице које су Арапи поубијали у Толеду убрзо након битке на југу.
Родерих је оставио за собом удовицу, Егилу, која се касније преудала за једног од арапских владара у Хиспанији.